# Envie
Pour les articles homonymes, voir Envie (homonymie).
Pour l’article ayant un titre homophone, voir En vie.

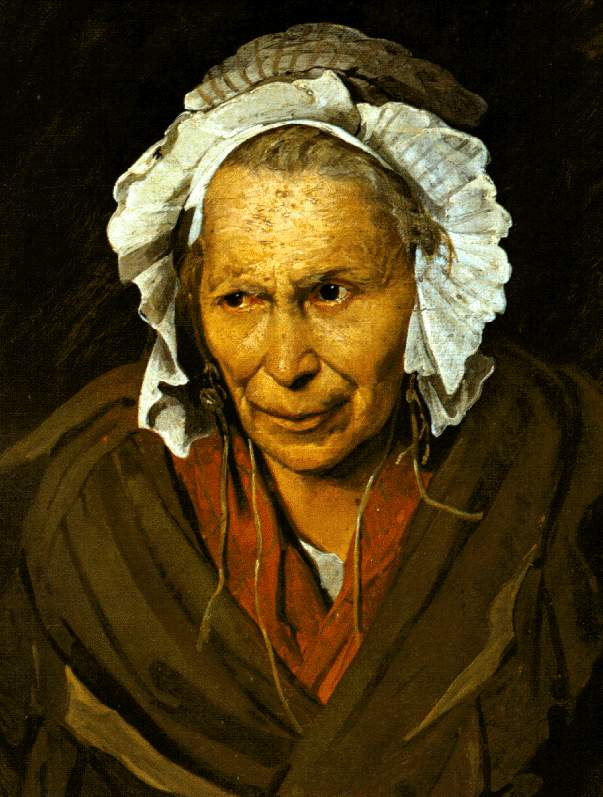
La Monomane de l'envie ; Théodore Géricault (1791–1824).

La notion d’envie (du latin : invidia) supporte plusieurs définitions et sens. Elle peut être synonyme de désir, ou désigner un ressentiment éprouvé face au bonheur d'autrui ou à ses avantages,. Bertrand Russell a considéré que l'envie est la plus importante des causes de malheur moral. Elle ne doit pas être confondue avec la jalousie, qui consiste à ne pas vouloir partager ou perdre son bien, mais l'envie peut être à l'origine de la jalousie.

## Psychologie
En psychologie, l’envie désigne un désir dont le sujet n'identifie pas toujours l’origine. L’envie est alors un réflexe dont la part d’inné et d’acquis est difficile à établir. Pour certains, l’envie est propre à notre espèce et serait l’un des moteurs de son évolution (il s’agit alors d’une acception toute différente). Les individus souffrant de trouble de la personnalité narcissique sont souvent envieux, ou se croient enviés par les autres. Ayant tendance à se croire supérieur, ce genre d'individu éprouve fréquemment le besoin de rabaisser les autres.
La psychanalyste Melanie Klein a vu l'envie comme une tendance à la destructivité visant tout ce dont le sujet dépend (et non le sujet lui-même, à la différence de la pulsion de mort au sens freudien). L'envie peut alors être rapprochée de l'agressivité chez Sigmund Freud, soit un mélange, compromis avec la pulsion de mort[pas clair] qui la fait se tourner vers l'extérieur. Mais l'envie telle que décrite par Klein décrit bien l'insupportable que représente le bon objet, dont dépend le nourrisson.
Cette envie s'oppose en psychanalyse à la gratitude. René Girard fait de l'envie, du mimétisme, le moteur principal du monde moderne. Il rallie à sa thèse plusieurs auteurs en sciences humaines.

## Sociologie
L’envie peut être également définie comme la volonté de posséder sans nécessité et s’oppose alors au besoin. Ainsi, la volonté d’obtenir une même chose pourra être désignée comme envie ou besoin en fonction de l’idée que l’observateur se fait de la nécessité de posséder la chose pour la personne qui exprime cette volonté. Par exemple, la volonté de manger pour une personne qui a « vraiment » faim sera généralement considérée comme un besoin, alors qu’il s’agit d’une envie dans le cas contraire. L’envie que l’on trouve injustifiée, c’est-à-dire sans aucune nécessité, est parfois appelée « caprice », bien que le mot soit plutôt utilisé dans un cas opérationnel précis : celui d’une chose réclamée qu’un individu possède, dont on ne veut plus une fois qu'on l'a obtenu.

### Comparaison à la jalousie

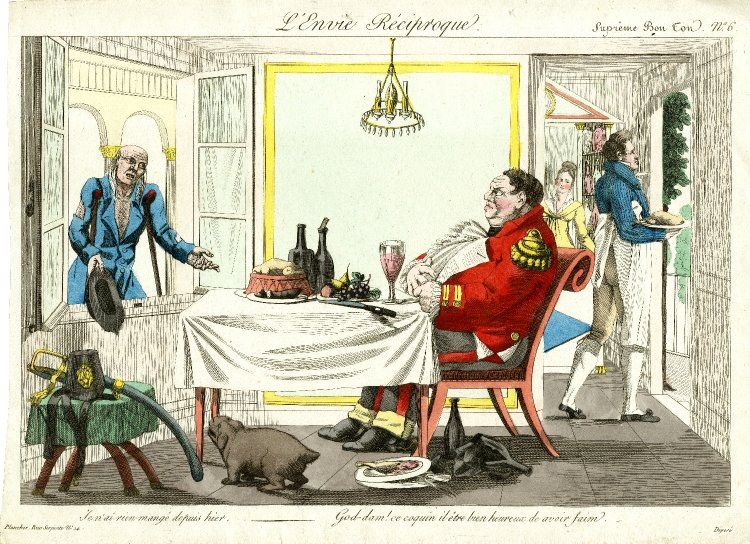
Publié dans Le Suprême Bon Ton n°6 - L'envie réciproque

L'envie et la jalousie sont souvent confondues. Cependant, ces deux mots possèdent leur définition propre. La jalousie est causée par la peur de perdre quelqu'un ou quelque chose, à laquelle un individu est attaché, ou qu'un autre individu possède, tandis que l'envie est un ressentiment causé par un autre individu possédant quelque chose que l'individu affecté ne possède pas mais qu'il désire.
Il s’agit en fait de deux passions opposées, l’envie consistant à convoiter le bien d’un rival, et la jalousie à ne pas vouloir partager ou perdre ce bien, de sorte que le triangle infernal du désir mimétique selon René Girard est formé par un objet, un envieux et un jaloux. La substitution fréquente, voire systématique de nos jours, des mots « envie » ou « envieux » par « jalousie » ou « jaloux » (moins péjoratifs) crée une confusion sémantique.

### Vision évolutionniste
La théorie évolutionniste peut aider à expliquer l'envie et ses effets sur le comportement humain. Basée sur la théorie de l'évolution de Charles Darwin (1859) à travers la sélection naturelle, la théorie évolutionniste explique que les humains agissent de telle manière à améliorer les chances de survie individuelle et également la reproduction de leurs gènes. Ainsi, cette théorie fournit un cadre de compréhension dans le comportement et les expériences sociales, comme l'expérience et l'expression de l'envie, comme enracinées dans les pulsions biologiques pour la survie et la procréation. De récentes études menées en 2011 ont démontré qu'inciter à l'envie changeait les fonctions cognitives, ce qui accroît la pulsion mentale et la mémoire.

## Religion

### Christianisme
L’envie est désignée comme vice par la tradition chrétienne et fait partie des Sept péchés capitaux définis par Thomas d'Aquin. Dans ce cadre, elle désigne plus particulièrement la convoitise ou émotion éprouvée par celui qui désire intensément posséder le bien d’autrui. Thomas d'Aquin décrit une certaine progression de l'envie, avec un début, un milieu et un terme. Au début on s'efforce d'amoindrir la gloire d'autrui, soit secrètement (chuchotement malveillant) ; soit ouvertement (diffamation). Le milieu est ce qui résulte de cette volonté de diminuer la gloire d'autrui : soit l'on y réussit et l'on jubile d'avoir causé des difficultés, soit l'on échoue et l'on est déçu de voir la réussite de l'autre. Enfin, il y a la haine.